# 特茹发电中心
特茹發電中心，原文為特茹中心（1909年－1972年），是位於葡萄牙首都里斯本特茹河北岸一個已停止運轉的火力發電廠。自1990年起，已改建為電力博物館並對外開放。

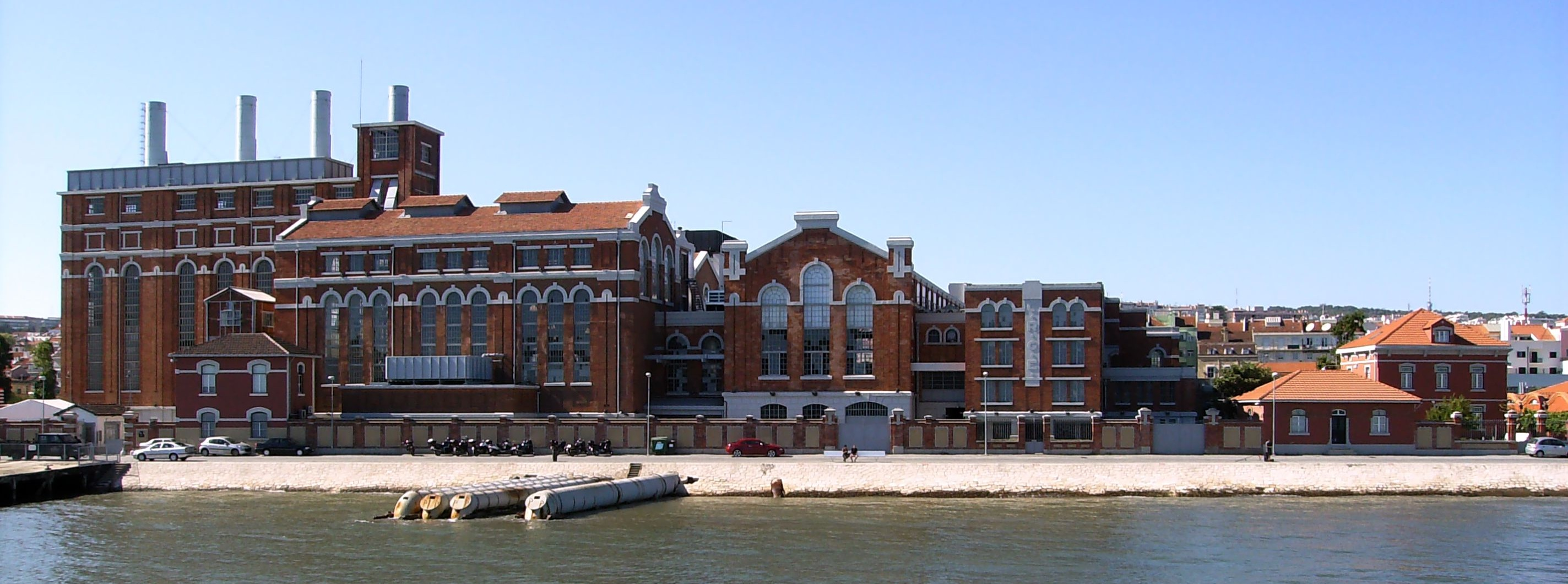
特茹發電中心位於特茹河北岸。

## 历史
十九世纪末里斯本和欧洲各主要城市一样发展迅速，而城市用电量也随着城市化进程加快而猛增：最开始是公共照明由用煤气改成用电，接下来电力发动机在工业生产领域大幅使用，到最后从最富裕家庭使用电力开始里斯本逐步进入了电气时代。
作为卢西塔尼亚人的首都，里斯本市共有两个供电中心：一个是阿维尼达（Avenida）供电中心（1889），一个是博阿维斯塔（Boavista）供电中心（1903）。其名称来源于其所在位置；也正是这种所在地命名法在特茹供电中心项目初期就确定该项目名称，由于该供电中心地处胡恩奎拉（Junqueira）区故也称胡恩奎拉（Junqueira）供电中心，但是这一命名没有持续多久，项目竣工后所有的官方文件和供电中心标识全部以供电中心项目所在地环绕的河流-特茹河命名本供电中心。
里斯本市之前小的供电中心（阿维尼达和博阿维斯塔）随着城市用电需求量的急剧增加而显得越发的力不从心，此外这两个供电中心都位于城市中心地带，对当地居民生活和自然环境起着较大的不良影响，且没有足够的空间进行扩建扩能，越来越难以弥补新的供电缺口。 
基于以上原因，1908 年初聯合天然氣電力公司（CRGE）在申请拥有里斯本市电力生产与配送许可证在该市修建了一座新的火力发电站。在公司出具的经营许可证上明确显示公司允许在阿森纳海口和佩德罗萨斯海滩之间的扩展带处修建一座“新的电力发电站”。
发电站项目选取的位置地处贝伦宫和胡恩奎拉（Junqueira）标准处之间，直到现在仍在营运。同时公司 1908 年 3 月在融到新火力发电站项目必须的项目资金后就开始修建发电厂房，该发电厂房为里斯本及其附近区域提供长达四十年的电力
项目技术总工程师为吕西安·内乌（Lucien Neu），他充分利用了厂房空间将涡轮发电机安装在厂房中心区域，将锅炉安装在涡轮发电机两侧。该项目方案几经修改，最终竣工时间比预期晚了很多。项目厂房建筑施工承包商是 Vieillard & Touzet 建筑公司，该公司常年保持 50 个工人在项目工地施工。
1909 年夏天特茹发电中心正式落成，但是直到 1910 年年末厂房内部都历经了几次重大修改，购买了几台新的涡轮发动机组，并对锅炉室进行了扩充，在锅炉室上端安装了一个 36 米高倒立金字塔主干形状烟囱。
从发电站项目施工开始一直到 1912 年，胡恩奎拉（Junqueira ）发电中心陆续采购了新的机械设备以扩大产能。1908 年从博阿维斯塔（Boavista ）引入了两台 1MW 电力的发电机，添加了六台 Delaunay – Belleville 牌锅炉。到了1910 年发电站继续扩容又安装了三台 Brown Boveri & Cª 牌发电机和四台锅炉，之后由添加了五台大蒸汽量锅炉，从而使得发电站总发电量提高到 7.75MW。
就这样到 1912 年所有设备安装到位后特茹发电中心共拥有 Belleville 牌小型锅炉 15 个，五台发电机组为里斯本市电网供电。
发电厂向外出口的地方, 修建的车间内安装了后来添加的发电设备，其建筑布局结构域灶在十九世纪末被称为“发电厂”的小型发电站。发电厂房西部有两条纵向生产线、三片横向毗连发电车间；在其中还矗立着两个细长的烟囱和一片休息空地，烟囱高度差不多是厂房高度的两倍。在发电厂南-北面树立这公司厂名“1909 / 燃气与电力供应总公司/ 特茹发电站”。
特茹发电站最初的设计方案只需满足里斯本六年内的用电需求（1908-1914年），之后燃气与电力供应总公司计划修建一个面积更广发电量更大的发电中心。然而第一次世界大战于 1914 年爆发，导致特茹发电站第一阶段一直使用营运到 1921 年。期间电力生产和配电条件简陋，火力发电燃油配给不足、锅炉营运中经常发生故障，这些都严重制约了里斯本的城市化进程和电力供应。
尽管存在以上种种困难低压锅炉厂房建造工程仍在继续，截止到 1916 年底发电中心开始利用安装在正在建造中新车间的两台低压锅炉所制造的蒸汽，但是但是当时发电机组供电加固作业必需条件仍然不足。
1921 年低压锅炉厂房正式竣工并投入使用，此时特茹发电中心第一阶段也宣告退役并拆除生产厂房，只保留办公大楼和仓库。一年以后由于要修建新的高压锅炉厂房，该发电中心第一阶段建筑物于 1938 年被全部拆除，再没有留下任何痕迹。
为满足不断增长的用电需求，改善供电经常中断的情况公司决定在特茹老发电站旧址之上修建一座新的发电中心，1914 年新厂房正式动工，同时开始更大功率发电设备的安装工作，该项发电厂扩能及现代化任务直到 1951 年第 15 台，也是最后一台锅炉安装后并正式投入营运才宣告结束。
该施工作业一般分为以下两个主要阶段：
- 第一阶段工作从 1914 年到 1930 年，该阶段扩建了低压锅炉室和发电设备工作室并安装了低压锅炉设施。
- 第二阶段工作从 1938 年到 1951 年，该阶段完成了高压设施的安装并正式投入运行。这一阶段的厂房结构布局直到现今仍保持不变，特别值得强调的是整套厂房布局的高压锅炉室。

### 低压锅炉车间
随着低压锅炉设备车间和发电的修建并投入运行，特茹发电中心无论在电力产量还是厂房建筑布局都有了巨大的进步。
同样低压锅炉厂房施工项目也分为以下三个阶段： 
- 第一阶段从1914年到1921年，低压锅炉车间、煤炭配送车间和发电机组车间正式动工。
- 第二阶段从1924年到1928年，也即是发电中心第一次扩建扩能时期，该阶段为新装锅炉和煤炭配送设备、发电机组、制冷回路码头和各自的渠道修建了新的厂房车间。
- 最终阶段也就是第三阶段从1928年到1930年，该阶段公司对发电中心锅炉车间和发电机组车间进行了最后一次扩建- 车间安装了体积更大工作效率更高的锅炉和发电机组。

### 第一阶段（1914年–1921年）
低压锅炉和发电机组厂房车间项目施工建造起于1914年。该项目包括不同厂区建造：两条纵向生产线、一个小型变电站和一个控制站，生产线上安装不同设备机械，每条生产线装配有六台巴布柯克-威爾科斯（Babcock & Wilcox）牌低压锅炉；一个发电机组室装配有两台德国 AEG 公司制造的涡轮交流发电机，发电机发电功率为 8MW。发电站项目从北向南，从东到西进行施工建造，工地保留用地一直延续到特茹河南部以方便未来厂房扩建。
项目启动后不久就爆发了第一次世界大战，导致项目工期一再延误，而项目方案中推荐的购买德国的涡轮交流发电机收货也几经波折，一直到战争结束设备才运达现场。但是 1916 年就安装第一批两台低压锅炉（按照项目设计方案分为是第 5 号锅炉和第 6 号锅炉）并正式投入运行为发电中心发电机组提供蒸汽。
在之后的两年内陆续安装了两台新的锅炉（项目设计方案中分别是第 3 号锅炉和第 4 号锅炉）和之前第 5 号锅炉和第 6 号锅炉的总发电量已经超过了特茹发电站第一阶段所能承受的极限值。煤气与电力供应总公司（CRGE）认为在原有两台德国制造发电机基础上还需要购买添加新的涡轮交流发电机，同时现有的发电机机房也需要扩建以方便新进发电机组的安装。1919 年瑞士 Escher & Wyss 公司制造 7500 kW 涡轮交流发电机正式投入运行。
在接下来一年，也就是世界大战结束的第一年剩余的两台锅炉（第 1 号和第 2 号锅炉）也从德国 AEG 公司发货并安装完毕并与 1912 年正式投入运行。通过这 6 台锅炉和 2 组发电机的安装，发电中心的发电量已稳定下来并能基本稳定满足电力需求，老的胡恩奎拉（Junqueira）发电中心设备已经可以拆除了。

### 第二阶段（1924年–1928年）
城市用电量逐渐增长，现有的发电中心已不能满足各方耗电需求，对发电中心进行扩能扩建，添加的新低压锅炉，扩大低压锅炉室就成了迫在眉睫的任务。煤气与电力供应总公司（CRGE）坚持扩建一条新的发电生产线，包括三台新的低压锅炉和一台发电机组。 
1922 年公司对发电中心进行了技术调研，研究安装第 7 号和第 9 号锅炉及使用煤粉的可行性，研究结果发现第 6 号锅炉不具备使用煤粉的可行性，测试亚牛还显示这些技术方案结果都不尽如人意。但是实验调查显示第 11 号锅炉可以实现煤粉制造蒸汽。 
“新建锅炉室”就如之前介绍的那样为朝南朝向，直面特茹河，之前的锅炉室正面保持不变，但是施工时可以使用锌制挡板和金属结构件制成临时门窗关闭施工现场限制穿行，从而开展锅炉室第三次也是最后一次扩建增容项目。第 7 号和第 9 号采用 Babcock & Wilcox 牌锅炉，这也是该品牌首次进入本供电中心，以上两号锅炉分别于 1924 年和 1925 年完成安装。第三台新建锅炉也就是第 11 号锅炉采用的是 Humboldt 牌，与 1928 年完成装配，该号锅炉采用的是煤粉，并配有自带的煤粉轧机。
发电机组室在外观大小上几乎没有变化，但是内部调整较大：1925 年安装了一台新的 8MW 发电机组，该发电机组排号为 4，品牌为 Stal-Asea。同时还修建了供水管道和两个虹吸式制冷回路端口，这样可以很方便的将特茹河流里的水引入发电中心内部。 

### 第三阶段（1928年–1930年）
特茹发电中心第一期项目的第三阶段以厂房最终竣工设备投入运行结束（无论是锅炉室还是发电室的竣工及其设备安装运行），1928 年也就是第 11 号锅炉安装的同一年公司决定最后再购买安装两台低压锅炉，第 8 号和第 10 号，采购设备品牌仍然是  Babcock & Wilcox，因为之前 Humboldt 牌锅炉安装延误时间较多。但是该阶段设备安装工作也一直到 1930 年才最终完成。 
扩建后的新厂房保留了之前的机构布局总线，但是占地面积更大；扩建项目竣工后之前临时锌板门也被移走了，在面对特茹河的地方修建了一座建筑物，将之作为厂房正面标志并一直保留至今。 
至于发电机组室，公司也推倒了之前的南面墙体，并将厂房向特茹河方向延伸，从而实现了锅炉室的并行成排，同时扩建后的发电机组室也安装了最后一批新的发电机组，该发电机组品牌为 Escher Wiss / Thompson（新增发电机组按照之前的排列顺序最终被定为第 5 号发电机组），此外扩建多余的空地被用作装卸和维修涡轮机、交流发电机和其他物料设备的专用场地。公司在新增发电机组的同时对已有冷却水输送设施也进行可改造扩建，新建了两条虹吸管，一条用于输水，一条用于排水，从而实现了厂房内一共有四条虹吸管同时工作。 
经过长达十五年的修建和扩建，特茹发电中心最终拥有三条主要生产线：锅炉蒸汽生产线、发电生产线和变电站，这三条生产线都与特茹河平行。其中锅炉蒸汽生产线由四片车间组成，这四片车间贯通相连，内部可自由往来，一共装配了十一台低压锅炉，其中十台为 Babcock & Wilcox 低压锅炉（英国技术），一台为 Humboldt 牌低压锅炉（德国技术）。发电生产线为纵向开发车间,与锅炉蒸汽生产线垂直，车间内安装了五组不同功率以及不同品牌的发电机组：Escher & Wiss 牌发电机组，AEG 牌发电机组, Stal-Asea牌发电机组和 Escher Wiss / Thompson 牌发电机组.

### 高压蒸汽锅炉生产线
1930 年到 1938 年虽然发电中心低压锅炉蒸汽生产线仍在正常运行，但公司仍对现有特茹发电中心厂房进行扩建改造以满足未来高压蒸汽发电的需求，为此公司计划修建了一座新的厂房。 
新厂房选址位于老特茹发电中心旧址，之前是办公大楼和仓库，公司在对旧址上的办公大楼和仓库进行拆除钱必须找到一处场地提供给办公大楼和仓库各项职能，这些职能对于发电中心正常运行必不可少。 基于此目的煤气与电力供应总公司购买了莫桑比克制糖公司旗下塞纳糖庄园有限公司（Senna Sugar Estates, Ltd）老炼糖厂地皮和办公大楼，该地皮和办公大楼位于特茹发电中心西侧。 
二十世纪三十年代初第 2 号和第 3 号 AEG 牌涡轮交流电发电机组开始发生故障，到后来甚至发生连续性的故障，导致工厂营运未能正常进行，1934 年工厂申请购买两台同品牌, 但是发电效率为之前发电机组设备的两倍。1935 年第 2 号涡轮发电机组完成安装并正式投入运行，同一天工厂也完成了新安装变压器设备的调试工作并正式投入运行，新变压器可以让特茹发电中心变电站为从里斯本省经特茹山谷省直到圣塔伦省的广大地区供电。到 1935 年末第 3 号发电机组也完成了更新替换。
由于安装了大功率的新型发电机组，第一批次高压蒸汽锅炉（第 12 号锅炉、第 13 号锅炉和第 14 号锅炉）的安装使用就变成迫在眉睫，新型高压蒸汽锅炉制造的高压振起可以有效的提高涡轮发电机组的工作效率。工厂技术专家推荐采购制造商 Babcock & Wilcox 公司的高压蒸汽锅炉，但是新型高压蒸汽锅炉体积庞大要求工厂修建更大的厂房车间-高压蒸汽锅炉车间。
1938 年工厂正式拆除了老厂厂房及设备并在老厂厂址修建了特茹发电中心新的厂房车间。此项工程由多家公司承包：Pieux Franki 公司承包了混频器和煤炭配送设备，该项工作于 1938 年 9 月份正式启动。金属结构件和土建工程由葡萄牙 Vulcano & Colares 公司负责，第一批结构件生产制造及相应的土建工程于 1939 年 3 月正式启动。
工厂业主方强调新建厂房全部采用钢铁结构，结构件涂层与低压蒸汽车间相同，或承包方也可使用砖石结构建造车间可视正面墙体。新旧车间主要区别在于室内布局和装修，与低压车间装修布局不同新车间布局体现了明显的古典主义和文艺复兴风格。 
高压蒸汽锅炉车间修建期间，一座比例缩小的低压蒸汽辅助车间也同时动工；该微型车间主要用来安装水净化处理设备，与此同时该车间也可为锅炉车间提供空间补充，即可作为之后高压蒸汽车间辅助工作室。低压蒸汽辅助车间于1939年完工，该车间与高压蒸汽主体车间相邻，位于第 8 号锅炉和第 10 号锅炉之间。 
之后战火重燃，第二次世界大战爆发，发电中心高压蒸汽锅炉车间设备的安装运行也随之延期。第一批三台高压蒸汽锅炉按计划于 1940 年运行，但直到次年此三台锅炉运行条件才真正完备。第 12 号锅炉于 1941 年 3 月，第 13 号锅炉于四月第 14 号锅炉与 8 月才正式投入运行。 
但是当时这三台高压锅炉并没有达到其正常工作效率，因为第二次时间大战导致德国设备因欧洲大陆的封锁未能到达发电中心，导致配套不全使得高压锅炉只能在低压下运行；为此工程修建了高压蒸汽辅助室并调整了涡轮。高压蒸汽辅助室位于低压蒸汽锅炉车间，为提供足够空间工厂于 1943 年拆除了第 1 号和第 2 号锅炉。另一方面工程对第 2 号和第 3 号涡轮发电机组进行了改造使之可以通过高压蒸汽发电，最终所有的材料设备到达时间是 1942 年，一切准备就绪后高压蒸汽发电却到了次年才实现。1943 年第 12 号和第 13 号锅炉开始为第 2 号涡轮交流发电机提供高压蒸汽，1944 年第 14 号锅炉开始为第 2 号涡轮交流发电机供应高压蒸汽。 
由于战争原因，世界煤炭价格持续上涨，导致发电量持续下降。据统计短短六年中（1939 年到 1945 年）发电中心发电成本翻了两番。二战后发电量保持逐年增长态势，一直到 1950 年达到创纪录峰值：工作效率 52.200kW，全年发电量 216 百万 kWh. 
1948 年有余煤炭价格持续上涨，发电中心三台高压蒸汽锅炉进行轻微技术整改改烧石油衍生物石脑油（燃油）。当时的石脑油价格比煤炭经济很多。同时工厂在煤炭仓库旁边修建了一座 8.000m3 储量的燃油储罐。 

### 第 15 号锅炉
1944 年发电新技术新设备层出不穷，而城市电力需求量激增，为此煤气与电力供应总公司（CRGE）计划将之前陈旧老化的发电机和锅炉更换为最新的发电设备，项目方案包括对旧有发电中心尽心扩建改造以提高火力发电效率. 同一年葡萄牙颁布了《国家电气化法案》，该法案制定了葡萄牙电力发展规划，指出当前葡萄牙将优先发展水力发电项目；这也就意味着公司的火力发电站扩建改造项目与该法案规划不符而变得不合时宜。经过几番上诉游说政府终于在 1948 年批准了煤气与电力供应总公司（CGRE）提出的特茹发电中心扩建该站计划，该计划简而言之即是购买安装一台新的锅炉系统-第 15 号锅炉。 
Babcock & Wilcox 公司提供的最新锅炉产品安装在第 12 号锅炉旁边。如要实现新锅炉安装运行正常需要拆掉工厂正面墙体，修建一个新的锅炉车间但是保留工厂布局、技术规格、金属结构件和相应的砖石表层。工程项目与 1950 年正式动工，到 1951 年中新的锅炉系统已安装完毕并正式投入运行。该时期也是发电中心短暂的供电盈余时期。
第一批高压锅炉与最后一批高压锅炉安装时间差不多十年，两者之间的差异同样明显：例如第 15 号锅炉出厂前就安装了石脑油输送装置（而其他锅炉为后期改造添加上去的）、网罩高度更低、锅炉作业数据记录读取控制系统更加先进、烟缸内配有六个烟尘和煤炭输送排放口（而其他锅炉只有三个），当然第 15 号锅炉外观稍微大一些。 

### 整合入国家电网
《国家电气化法案》制定的规范明确优先发展水力发电项目，并要求通过国家电网输送系统规范各发电站电力。为此从 1950 年开始特茹发电中心被划为储备发电站，只能作为发电行业支持的第二序列存在，于是特茹发电中心不可避免的盛极而衰。 
1951 年 1 月 21 日《国家电气化法案》优先发展水力发电项目，代表卡斯特洛•博德发电中心正式投入运行并为葡萄牙语主要用电中心区域，如里斯本地区和波尔多地区供电。也正是从此刻起特茹发电中心被划定为储备发电站作为国家电网系统的支持发电厂家，限制发电量，只保留一台发电机组和两台高压锅炉系统发电，且只能作为干旱年份或水力发电不足时刻的补充。
特茹发电中心从 1951 年到 1968 年（1961 年除外）都在持续发电。1953年全国供电量由于干旱供水不足而极度匮乏，因此特茹发电中心在该年整年都在不间断生产，为满足城市用电需求还经常超载作业，不仅为覆盖区域供电还为葡萄牙其他地区供电。但是到了六十年代特茹发电中心拆除了所有的低压发电设备。 
由于政府政策及电力规划的明确反对，发电中心于 1972 年 8 月 14 日正式停止营运。1972 年 8 月 9 日政府通过法令要求里斯本市内禁止使用高压电线供电，随后的一周政府下文要求其他发电中心取代特茹发电中心向里斯本市发电供电职能。而特茹发电中心原员工一部分要求参加就业再培训活动，一部分依据其工作经验及技能进行重新安置，特茹发电中心第 15 号锅炉最后一次烧煤发电一共发了 1.200.678 kWh 的电力，而这一数值只是煤气与电力供应总公司（CRGE）每天供应总电量的五分之一。这也是发电中心工作的最后一天-从这天起特茹发电中心停止了延续了几代人的轰鸣与振动，最终都归于沉寂。
特茹发电中心于 1975 年正式宣布关门停止营运。

### 电力博物馆
葡萄牙电力部门于 1975 年实现国有化，煤气与电力供应总公司（CRGE）所有资产也于 1976 年正式并入新组建的公司 EDP - 葡萄牙电力，但是如何处理老特茹发电中心的陈旧厂房设备成为一个问题，由于发电中心厂房建筑规模宏大、设备种类多样有人提议：将其改造为工业建筑科学博物馆重新对外开放。 
同年特茹发电中心不动产移交公共管理局，到了 1986 年工厂设备被改造为未来的电力博物馆，并于 1990 年第一次向公众打开她的大门。
博物馆展出的各个展览物将向来访者讲述特茹发电中心的作业流程、历史、工艺和发电中心从创建之初到最终当前厂房外观各个重要事件。博物馆还设立了一个档案文件管理中心，一个专业文库和一个电力设备资料保存咨询服务中心和葡萄牙电力发展历史研究工作中心。 
2001 年到 2005 年发电中心经过多次修复改造，改善了之前破旧易损的保存条件，对发电中心正面和室内进行了全面清洁，加固了发电中心铁结构件、梁柱砖石结构，发电中心顿时焕然变化真正由之前的特茹发电中心，变成了今天的电力博物馆。

## 建筑群
特茹发电站建筑群经过多年以来的不断改造和扩建，保存状态仍然良好。这个二十世纪上半世纪伟大的综合性建筑群，如今被用于博物馆科学。建筑群的统一元素是其建筑外饰面使用的砖石，这一元素使其与周围的建筑显得不同，并赋予整个建筑一种非常独特的美感。建筑群内部使用的是钢铁结构，这正是特茹发电站的骨架，支撑着整座建筑。

### 原特茹发电站
在如今这个工业建筑群出现以前，这个地方有一个小型的“发电厂”，就是原先的特茹发电站，通常被称做胡恩奎拉发电站（Central da Junqueira），这个名称来自于附近一条同名的街道。这座大楼是按照工程师 Lucien Neu 的设计图纸，由 Charles Vieillard 和 Fernand Touzet 于 1909 年施工建造的，如今这座大楼什么也没有留下。当时的大楼具有明显的现代美感，在其南、北外立面上还有装饰。在主楼的西侧，曾经有三个用于安置锅炉的锅炉房。这个早先的老电厂的突出特色就是那两根细长的烟囱，一个烟囱是砖砌的，而另一个烟囱是铁质的，倒锥形杆状的。
安置发电机的主楼的北外立面和南外立面的装饰风格与火车站，市场等其它铸铁建筑结构类似，受到了近期出现在葡萄牙的现代主义风格的影响。立面通过壁柱分隔为三个部分，装饰有水平齿状花纹条带，在上方还有大型的开口山墙。
侧立面还有两处开窗：小开窗上面有过梁，大开窗上面有低拱。中间部分比侧边的更大，突出的是从立面底部至顶部的巨大壁凹，进入山墙内，使其直立。在半圆拱上嵌刻的瓷砖上可以读到：“1909 / Cªs Reunidas de Gaz e Electricidade / Estação Eléctrica Central Tejo （1909 / 联合燃气电力公司/特茹发电站）”。
在十九世纪末期，电厂旁边的是属于 Companhia de Açúcar de Moçambique（莫桑比克糖业公司）所有的老的制糖厂的厂房。在早先的特茹发电站开始进行拆除时，这些地产都被收购了。
这个是个小工厂，虽然没有宏伟的装饰，但是其形式却极具特色。工厂是由两个纵向的厂房组成，与用于筒仓中央塔类似的斧头形屋顶，和西面的四个横向的双坡屋顶厂房。所有的壁凹处都使用砖砌结构进行保护，并用低拱进行装饰。

### 低压阶段
低压大楼的建设开始于 19 世纪 10 年代，各种扩建工程一直持续到 19 世纪 30 年代。其建筑风格是典型的现代派，（在葡萄牙被称为新艺术“Arte Nova”）。它使用铸铁结构，典型的砖石饰面，后来的高压大楼也同样使用了这种形式。
老的锅炉房由四个厂房组成，其中三个相同，第四个的尺寸更大。所有厂房都使用双坡屋顶，在内部形成了唯一的通透的空间。在东侧，有另外两个厂房，与锅炉房厂房的方向垂直且同样具有现代美感。其中更远的一个，或是说，一个变电站建筑，没有双坡屋顶。
相对比较低的几个立面非常引人注意，因为上面有几个竖向的大窗，配有半圆拱。在其之上，有一面山墙，其突出的边缘和下面的过梁的将整个空间封闭。所有这些之下，是一个平滑的基座，上面可以看到砖石，饰以低拱框架来模仿壁凹（有些是真正的开窗），同时“支撑”立面的其它部分。
机房的立面值得格外注意。在所有的建筑中，机房建筑是表现出最多装饰主题和最多与现代派相关因素的，如同早先的特茹发电站以及当时那个年代大多数的发电站一样，（也许是由于它是机房，是发电站中的电力制造的心脏部位），但是这些因素与建筑群的整体风格并不相互抵触。在建筑基座上，我们发现一些不同于其它立面的地方，墙壁表面被饰以雕刻过的石材，只有最下面几层砌筑，以及带拱心石的拱形开口上面的是毛坯状态。
在砖石饰面的高度上，也有三个大窗，其中中间的一个窗户稍大。窗口终止于半圆拱，拱顶配一个拱心石，窗户的连续架构穿过整个立面，直达建筑侧边。立面的顶部，也是由一个开口山墙组成，呈现出装饰性的架构。这部分使用砖石建造，配有模仿伦巴第风格的装饰带。在立面的终端，壁柱从基座上直达山墙，类似教堂建筑立面上的两个小塔。
纵向立面的结构组成非常和谐，通过大的壁柱分隔出三个独立的区域，每个区域都有三个纵向的大窗，使用一个连续的框架穿过整个侧面作为装饰。每个大窗之上都有一个较小的四方形窗户，类似一个装饰带环绕在建筑的侧墙。

### 高压阶段
高压楼所表现的装饰因素就与低压楼不同，它的装饰风格受古典主义的影响，有一种高大和宏伟的气魄；但即使如此，高压楼仍重复着砖石饰面所带来的相同的美感。高压楼内部，与低压的锅炉房相似，用来分隔煤灰间与锅炉房的板子是用半圆单砖拱饰面的，两者之间唯一区别是，在低压楼，这些是陶瓷材料的，在高压楼，使用的是钢筋混凝土。
建筑始建于 40 年代，受文艺复兴宫殿风格的古典影响，是当时人们生活所在的葡萄牙的时代和专制背景的忠实反映。
其结构是一个真正的工程杰作；这是一个铸铁结构建筑作品，在里斯本无人能比，这个结构不仅支撑了所有的砖石饰面，还支撑了锅炉、烟囱和位于建筑屋顶的蓄水池。
立面以美观的形式延续了文艺复兴的宫殿模式，分别体现在基础、立柱和柱顶。主体结构上有大型的窗户，终止于带拱心石的半圆拱，拱带形成一个框架穿过整个立面；立面上还有大立柱，穿过整个立面，从底座底部直到柱顶。
上柱顶有两个独立的横饰带。下面的装饰有封闭拱廊，标有框架，上面的部分有相同的结构，但是有模块分割的空间，为窗户。
在最接近低压楼的部分，有一个小塔非常醒目。在建筑群所有其它部分之上，是高压锅炉的四个烟囱，以及以其为基础的所有排烟和进气机械设备。
如此，特茹发电站从其周边所有的建筑中脱颖而出，不仅由于她具有纪念意义及其由于她的规模，同时也因为特茹发电站所具有的砖石装饰美感，这种美感有时让人很难相信这是一个发电厂。

## 發電中心運作
如同城市的电力发展演变一样，多亏操作机械的工人们夜以继日的工作，发电站的整体运行才变得可能，并保证了发电站不停止运转。
由于城市对电力的不间断需求，要求锅炉也要不停的工作。当时的特茹发电站需要制定一个二十四小时的工人排班制度，从 00:00 到 08:00，从 08:00 到 16:00 和从16:00到 24.00 分三组倒班。由于产能的不断提高和发电站的不断扩建，必然需要雇佣更多的工人，尤其是在战争时期。在 19 世纪 40 年代，发电站有大约 550 名操作工人，其中包括最专业的人员以及人数更多的负责最简单但是最难执行的工作任务的工人。

### 分工
一个热电站的基本运作是很简单的：燃烧燃料来释放热量，同时利用这些热量把经过的水流从液体变为蒸汽，用蒸汽推动涡轮来启动发电机，进行发电。
但是，发电过程中所需的这些因素，在原特茹发电站中可不是如此简单，别的不说，需要一个巨大而复杂的水和空气的内部回路，还需要对矿物燃料进行处理。对于老发电站来说，主要矿物燃料是煤。
特茹发电站是一个极其复杂的工业体，由于其所用的工人数量庞大，需要有一个层级式的人员构架，分各个科室，包括最艰苦的工作和最轻松的工作。不用说，在锅炉前工作的人要比那些在控制台上管理锅炉的人更加辛苦。在发电站曾有大约 45 个工种，包括在厂房的工作，比如卸煤，或是锅炉辅助工作，以及在车间工作的锁工和电工，和在变电站工作的电工。
发电站内的工作区域：
- 煤场：这里是卸载工人和煤炭分发工人工作的地方。那些 Alcochetanos 负责把煤炭从船只卸载并运输到煤场，这类工作人员都是定期雇佣的。由于从事这项工作的男人和女人都来自特茹河对岸的一个叫做 Alcochete 的村庄，这项工作也因此得名。这些 Alcochetanos 要负责煤炭的卸载、运输，并根据煤炭的原产地将其进行分类堆放。
在煤场的发电站的工人们，被称为煤场人，他们分发煤炭，并将其运至锅炉的燃料传送带上。
在一个普通的工作日里，大约每个工作组有16人，包括负责人、机器维修人员和链斗升降机以及地磅的控制员。
- 锅炉房：在整个发电站建筑群中，锅炉房是需要最多工人的地方：在 08:00 到 17:00 之间有九十名工人，其余时间有三十名工人。这里的每一个工作岗位都是保证锅炉正常运行所必须的。
有一名总工程师负责管理和监控锅炉，其下直接管理两名工人。负责操作控制锅炉的有一名主司炉，他通过控制台来操控蒸汽产量。主司炉还配有一名副司炉辅助其工作。在煤炭燃烧工作中，主司炉要控制煤炭的燃烧质量，在锅炉后方的给煤员，负责将未燃烧的煤炭推入重新燃烧，并同时清理燃烧传送带。
- 煤灰间：煤灰间位于锅炉下面的房间，在这里工作的是负责清除煤灰的工人。其职能是将煤灰从两个筒仓内取出并将其清理出发电站。

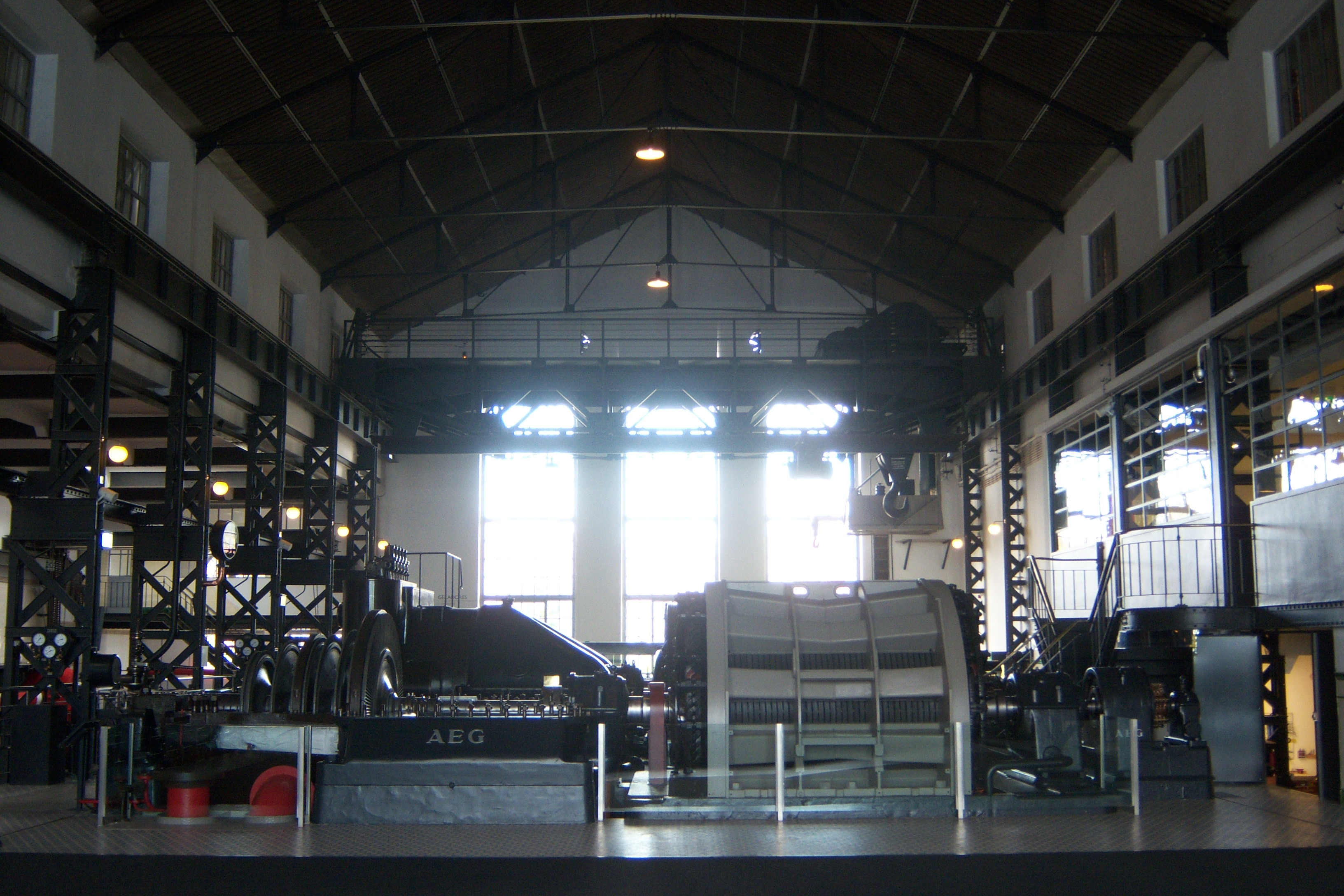
机械室

- 机房和辅助房：在这里工作的是发电站内所有的最专业的人员。并不是对那些工作艰苦的工人的低估，但是，让一台锅炉运转和控制涡轮机组、发电器和所有的辅助机器是一个完全不同的工作。在这里，一天内约有 15 人在工作，包括技术工程师、机械师、水净化负责人员、清洁和维护人员。
- 变电站：在这里工作的是电工，他们要负责变电站及其电气设备比如变压器、断路器等等。
- 还应提到一些生产的辅助工作，比如实验室、车间、设计室和仓库里的工作。在电气车间，进行的是发电站的所有电气基础设施的维护工作，在木工和铁工车间，工人要制作模具、家具以及发电站所需的各种类型的工件。在这个地点工作的有大约 50 人，他们每天的工作开始于 08.00，结束于 17:00。
- 还有负责安全工作（每组四人）的人员，以及负责行政管理的工作人员。

### 工作条件
特茹发电站的工作条件（和当时任何一个热电站一样）实际上并不理想。工作非常辛苦，也可以说，工人们的生活质量很差。发电站里最不好的工作就是卸煤、锅炉前的工作、收集煤灰、清洗制冷管道和煤灰间。
在锅炉脚下工作的操作员，要负责监管煤量，并通过打开和移动筒仓，来控制在燃烧传送带上的煤量，使煤能够均匀分布，并使燃烧传送带较快或较慢移动。在锅炉后面工作的是给煤员，负责将未燃烧的煤重新推入到燃烧传送带上。这两种工作是极其辛苦的工作，也是发电站里两种最差的工作，因为炉膛令环境温度升到极致，必须在打开的炉膛前忍受整个房间内的酷热，还要一直呼吸着烧煤所带来的副产品，比如烟气和煤渣。
更糟的还有在锅炉下面的煤灰间的工作。收集煤灰是所有工作中最痛苦的，因为要在整个发电站中温度最高的地方进行工作，空气中充满了各种仍在发热的气体、煤渣和煤灰，必须将其收集，而且经常需要手动操作，并用手推车将其运送至煤场并卸载到灰斗内。由于发电站内外的气温差别，运输煤灰到发电站外的这个工作让人们的工作条件更差了。
这三种工作岗位需要特别的小心，由于这些工作和努力有时甚至会带来生命危险，可能会让工人们再也没有机会去享用他们所生产的电能。感谢他们和其他所有的人，我们才能把电能输送到里斯本的工厂和城里面的高档社区里的资产阶级手里。
发电站内的工作条件：
- 煤

满载着煤的船只大部分都来自于英国，它们顺着特茹河来到发电站。从他们抵达时起，卸船工人要通过连接船只和码头的窄木板，将煤卸载并运输到煤场的各个料堆。就特茹发电站电力生产的整个过程就是从这里开始的。
为了把煤运输到锅炉的给料系统，首先要先使用手推车把煤从料堆运送到筛机和破碎机，之后煤就运输进入了链斗升降机，被送到混合筒仓内。混合筒是用来储存各种类型的煤，可以将其进行均匀混合以便在锅炉内使其充分燃烧。
混合之后，还要将煤送到另一个链斗升降机系统，送至位于锅炉楼顶部的传送带。煤从传送带上落入装载机，并通过下落管送至锅炉内的旋转格栅传送带，从那里开始逐渐进行燃烧，并在锅炉内部产生约为 1200 摄氏度的高温。
- 锅炉系统

锅炉主要是由三个回路组成：水–蒸汽回路，以及空气–烟和灰回路。其中每一个回路的功能都是不可或缺的，也是相辅相成的；水-蒸汽回路的作用是将水变为蒸汽。空气-烟回路也非常重要，因为这一回路使用的好坏，将反映在锅炉效率的变化上。灰回路，回收未燃烧过的碳，灰是因锅炉燃烧的过程而形成的。
用于产生蒸汽的水要经过处理并在封闭回路内流转，通过位于后部的计算器进入锅炉，并从那里进入汽包。汽包作为水和蒸汽的存储器，是两个回路之间的连接部分。水通过水冷壁从汽包中流下，水冷壁上的管道的作用相当于蒸发器。在熔炉中所得到的热量导致水-蒸汽的混合，在上升时重新进入汽包，所产生的蒸汽就会被排到过热器。过热器是一组管道，也位于熔炉内部，可以将湿蒸汽变为干蒸汽，同时获得大约 450 摄氏度的高温。这样，蒸汽就具备了所需要的条件，可以被导入发电机房的涡轮机了。
除了水和蒸汽以外，还需要空气来进行煤的燃烧。空气回路的绝大部分都在锅炉的后部。利用锅炉房屋顶的高温空气，使用初级通风机或燃烧通风机将其送至加热器，再从加热器送到格栅传送带。使用一个次级通风机将空气排放至至锅炉的炉壁上，目的是形成火焰。另一方面，燃料燃烧所产生的烟气应使用烟气排风机将其通过烟囱排放至外部；但在此之前，这些烟气的热量可以再次用于加热经济器中的水，以及加热空气加热器中的初级空气。
与煤灰相对应的回路位于锅炉下方。在每一个锅炉中都有 3 个倒金字塔形（漏斗形）的储存器，用于回收未燃烧和未完全燃烧的煤以及煤灰。一个储存器位于水落管下方，或说，在格栅传送带开始处，用于收集在传送时落到传送带之外的煤；一个储存器位于中部，用来收集由于锅炉振动而导致掉落在传送带之外的未完全燃烧的煤；从这些储存器中回收的煤将被送至煤场，送到锅炉送料回路，进行再利用。最后，位于格栅传送带终端的第三个储存器收集煤灰，这个储存器配有带喷水的压碎器，用于冷却和软化煤灰。这些煤灰被手推车运送至外部，存放在煤场上名叫“灰斗”的筒仓内。 
- 水处理

输送到锅炉的水是完全洁净的，使用封闭式系统进行输送；与我们以为的不同，发电站不使用特茹河水来制造蒸汽，而是使用城市供水管网的水（还包括发电站地块内的井水）。首先，要在水塔中存水。水塔是一个大型存水设备，位于高压锅炉楼屋顶上。之后，在水房中进行处理。水房有三个主要功能：上述的水处理、水的预热和泵送功能。
水处理有着至关重要的作用，因为水中的杂质和超量的氧气分别可以导致管道/涡轮的穿孔现象并造成管道氧化；增加水垢和造成铁或钢上存积小颗粒，损坏设备并降低设备性能。因此，发电站所用的所有的水都要在实验室中进行分析，之后进行全面的处理，包括净化、过滤、化学校正等，让水以纯粹的 H2O 的形式进入回路。
经过这种处理，在导入锅炉之前，还应进行水的预热，这样可以增加燃烧的效率。为实现这一目的，在加热水箱内，应使用涡轮机回收蒸汽，来进行热交换，使温度达到 130 摄氏度。有了这个温度，只需要将水放在特定压力下，之后就可将其导入锅炉了。水房的水泵机组保证水的输送，使水压达到 52kg/cm2，足够克服在锅炉汽包内现有的压力。
- 涡轮交流发电机

锅炉内产生的蒸汽在巨大的压力下(38 kg/cm²)被送至涡轮交流发电机组，机组通过涡轮机，将蒸汽的热能转化为机械能，并在输出交流发电机时转化为电能。发电机组由一个涡轮机和一个交流发电机组成，所以叫做涡轮交流发电机。涡轮机有八个轮片，其中一个有双齿冠，其它的轮片只有一个齿冠。从锅炉中产生的蒸汽，将通过进气阀，进入到涡轮的分配盒。蒸汽箱的排出孔配有调节阀，蒸汽通过阀门控制的缝隙，产生狭管效应，之后进入到第一个轮片，此时应具有足够的流量来使涡轮机达到 3000rpm。蒸汽压力在之后的几个轮片逐渐下降，直到等同于压缩机的压力，但是其转换速度保持不变。
以上这些带动涡轮盘旋转，涡轮通过一个齿轮，带动交流发电机，产生电能并分配到用电设备，还要供发电站自身的电气设备使用。星形绕组交流发电机产生 10500V 的三相电，频率为每秒 50 圈（cps）。励磁电流由激励器提供，直流发电机直接联接至涡轮交流发电机轴，满荷载为 170 Volts CC，电流强度为 340 安培。
每一个交流发电机所产生的电能，都引至输出总线。每个总线，或电线，都接至变电站，从那里供电给更多的用户。变电站的第一个总线安装功率为10kV，负责向里斯本的电网供电，另外两个总线分别为 3.3kV 和 30kV。在这两个总线中，第一个也是最早的总线除了要向用户电网供电之外，还负责为特茹发电站的辅助业务提供电能；第二个总线为 30kV，分为两个电缆，一个用于 Marvila 和 Vila Franca de Xira，另一个直接通往 Santarem 市，向 Vale do Tejo 沿线的工业客户提供电能。
- 冷凝器

蒸汽在实现了其推动涡轮机轮的功能之后，被送至冷凝器，在冷凝器中重新回到液体态，这些水还可以被锅炉重新使用。蒸汽进入冷凝器，通过与冷凝器内部的冷水管道系统接触，回到液体状态。这些冷却水来自特茹河，是通过四个进水管和一个排水管，通过虹吸作用，将水引入到管道内；河水从不和锅炉中所用的纯水混合，因为，如上文所述，在冷凝器内部有一个管道系统，管道内部流动的是特茹河水，而蒸汽则在管道外的自由空间流动。
蒸汽通过冷凝之后，所得到的水经过排水泵重新进入到锅炉的汽包内，首先经过水加热器、水池和供水泵，最终经过经济计算器。冷凝蒸汽经过回收，并作为锅炉的供水得到再次利用，这样就完成了了热电站的水-蒸汽循环，特茹发电站也是如此

## 社会影響
联合天然氣电力公司（CRGE）是葡萄牙最大的公司之一，而且在全国拥有上千名工作人员，因此公司对这些工人施行了一个社会政策。在里斯本所实施的最重要的工程包括：
- 在 19 世纪 40 年代末，建造了 Caramão da Ajuda 社区。
- 为工人的子女也为工人自己建造了学校，学校为最小的孩子提供课程教育，也为成人提供技术培训和扫盲教育。
- 为曾在这里工作过的工人家庭建立了健康中心。

## 相关链接
- 电力博物馆
- 特茹发电中心运作

## 相关网站
- 葡萄牙博物馆
- 电力博物馆清单
- 文件中心数据库
- 科学月官方网址
- 博物馆资产/IPPAR 文件单
- 电力博物馆、电力历史博物馆、面向未来博物馆 杂志 INGENIUM 专刊
- Monsacro.net:电力博物馆

38°41′44″N 9°11′44″W / 38.69556°N 9.19556°W